# Honda SENSING
Honda SENSING（ホンダ センシング）は、本田技研工業の安全運転支援システムである。

## 概要
運転支援システムとして1997年より搭載車種を設定していたHiDS（ホンダ・インテリジェント・ドライバー・サポートシステム）に代わる新たなシステムとして、2014年10月に発表。センサーには精度を従来より向上させたミリ波レーダーを採用するとともに、「車両前方約60mまでの歩行者や対象物体の属性や大きさなどを識別」する単眼カメラを併用する。
なお、本システムを搭載する最初の車種は2014年11月に発表された5代目レジェンドになると公表されていたが、発売は2015年1月の一部改良で搭載車種を追加したオデッセイが先行した。また、並列展開されるレーザーレーダー (LIDAR) を用いた「シティブレーキアクティブシステム」を発売当初装備していた車両に関しても、マイナーチェンジに伴って本システムへ順次移行している。

## 機能

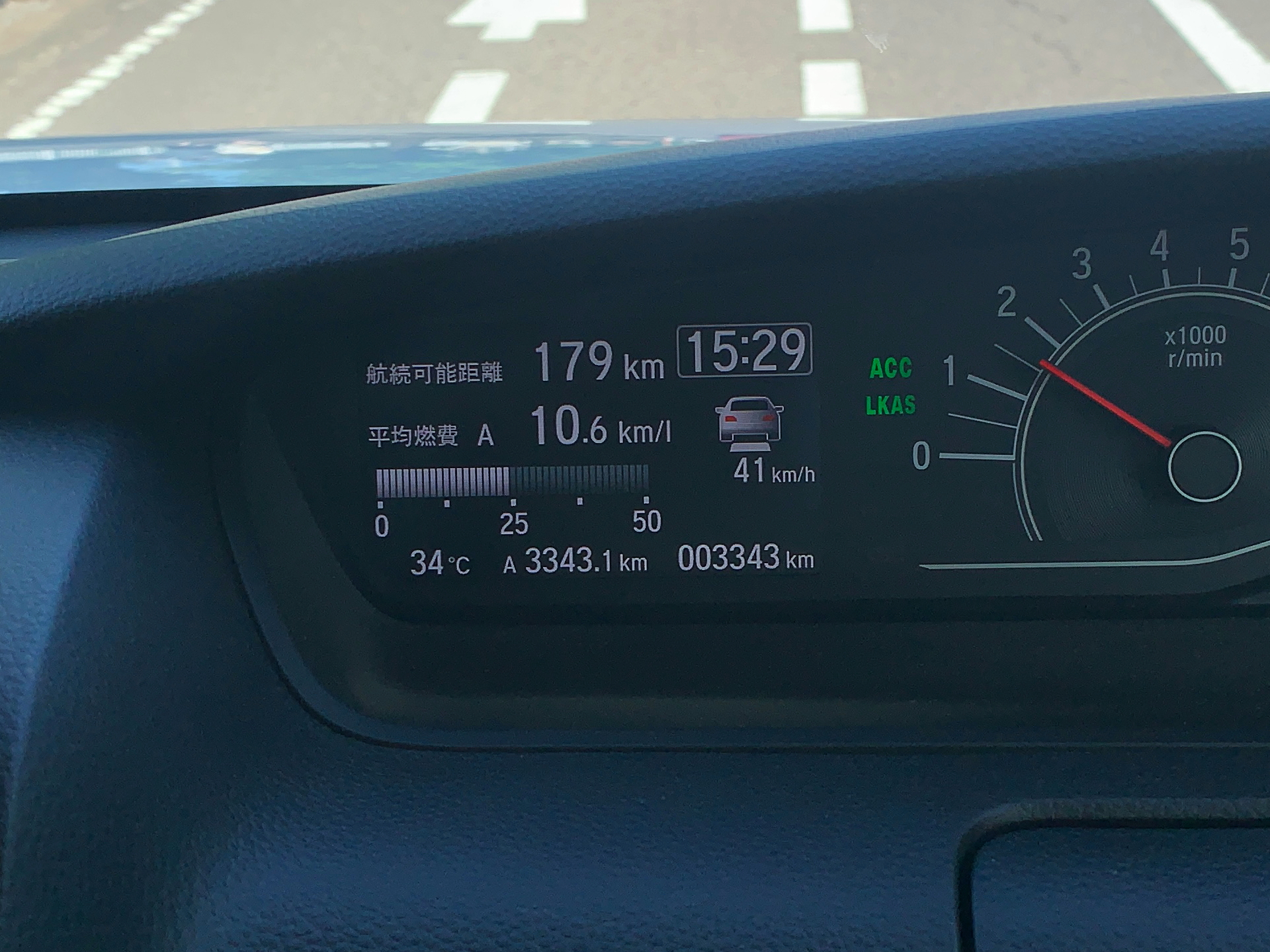
マルチインフォメーション・ディスプレイ

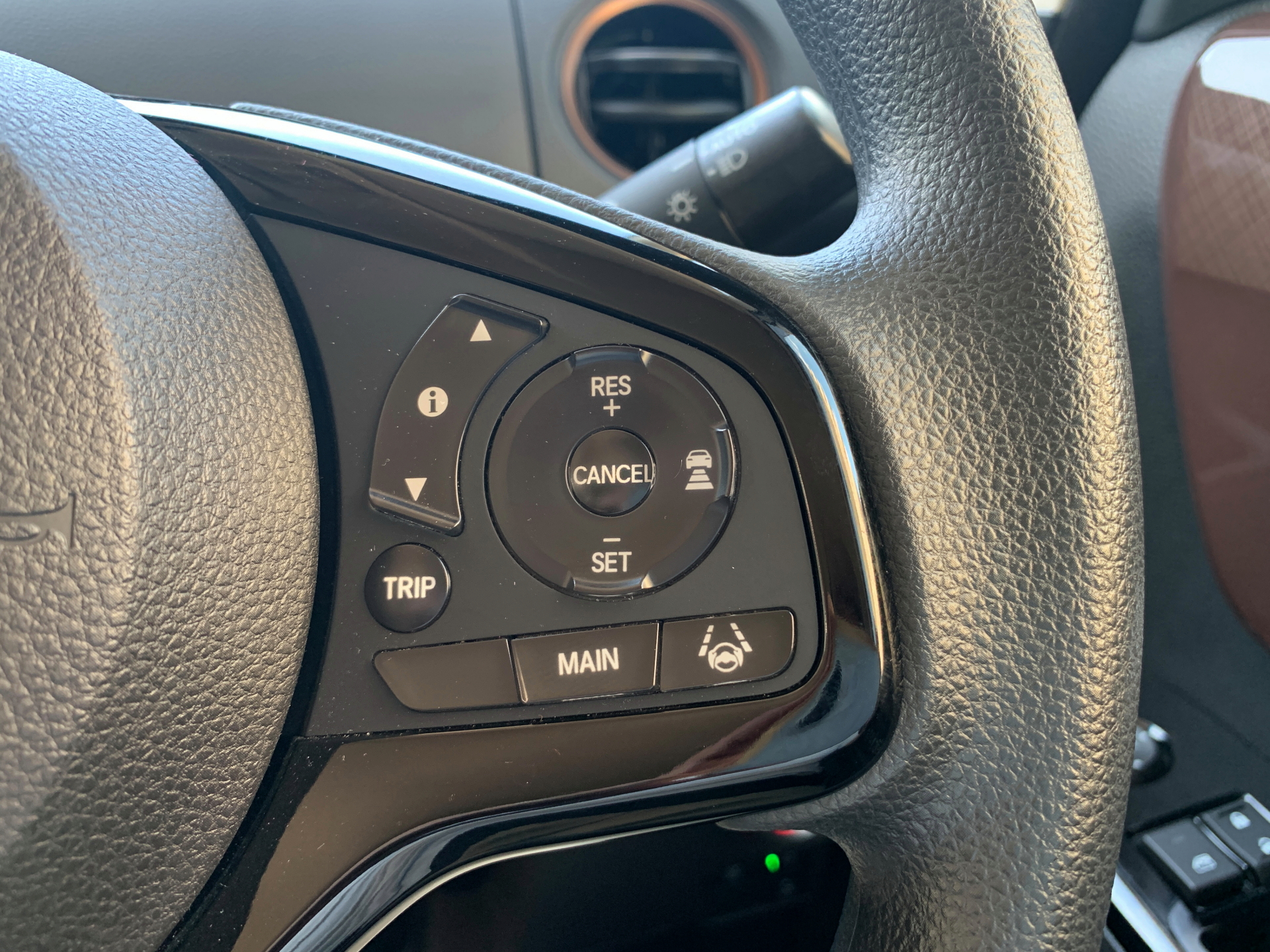
ACCのステアリングスイッチ

衝突軽減ブレーキ (CMBS)
約5km/h以上で走行中に約5km/h以上の速度差がある前走車や歩行者、約80km/h以下で走行中の対向車や歩行者に対して作動する。ミリ波レーダーおよびカメラで前走車・対向車・歩行者を検知し、衝突の恐れがある場合、前走車・歩行者とのケースではディスプレイ表示や音で運転手に危険を検知させ、対象へ接近した時にはブレーキ操作で警告を行う。さらに対向車線上へ出て対向車へ向かっていくケースでは、車線からはみ出した際のステアリングの振動も加わる。いずれのケースにおいても、緊急時にはブレーキが強く作動して回避行動へ移る。
また、車種によってはリアクティブフォースペダルの振動による警告や、CMBSとの連動でシートベルトの強い引き込みを起こして被害などを軽減する目的のE-プリテンショナーが装備される。
誤発進抑制機能
前走車や障害物が自車から近い位置にある場合、前方はミリ波レーダー・後方はコーナーセンサーで検知し、大きいアクセル操作が行われた際の発進抑制と表示・警告がなされる。停車時および約10km/h以下で作動する。
歩行者事故低減ステアリング
約10km/h - 40km/hで走行中、レーダーとカメラで検知した路側帯・車線の逸脱または歩行者などとの衝突が予測された際に、警告を画面や音で発した後にステアリング制御を行う機能。
路外逸脱抑制機能
歩行者事故低減ステアリングと異なりカメラのみで車線の検知を行い、逸脱しそうな場合に警告表示と振動での警告後、ステアリング操作の介入をする機能。逸脱量によってはブレーキ操作も行われる。
アダプティブ・クルーズ・コントロール (ACC)
約30km/h - 約100km/hの設定された車速内で、検知された前走車との車間距離と速度差に自動で追従するシステム。
レジェンド、アコード、シビック、オデッセイ、ステップワゴン、クラリティ フューエルセル / クラリティ PHEV、CR-V、インサイト、フィット、N-WGNには、低速域追従・停車機能を備えた「渋滞追従機能付ACC」（約0km/h - 約100km/h）を採用する。
車線維持支援システム (LKAS)
カメラで検知された車線の中央を維持するようにステアリング制御を行う機能。逸脱した際は表示や振動で警告を促す。
先行車発進お知らせ機能
交差点などで先行車の発進に気づかず停車を続けている場合、表示と警告音で運転者に注意喚起する。
標識認識機能
カメラで読み取った道路標識をディスプレイ内へ表示させ、運転者への注意を促す。
オートハイビーム
専用のカメラで対向車のヘッドライトや前走車のテールランプを検知。対向車や前走車を検知していない時にはハイビームとなり、検知した場合にはロービームに切り替えることで、ハイビームの照射機会を増やして視界確保に貢献する。
先行して搭載されたレジェンドのみ「ハイビームサポートシステム」と呼称していたが、グレイスへの搭載以降は「オートハイビーム」と改称（機能面は同一）。レジェンドも2018年2月のマイナーチェンジで「オートハイビーム」に名称を変更した。11代目シビックはアダプティブドライビングビーム搭載するのは初めてである。
後方誤発進抑制機能
停車時や10km/h以下の低速後退時、リアバンパーに装着されたソナーセンサーで真後ろの近距離にある障害物を検知。ドライバーがアクセルペダルを踏み込んだ場合に急な発進を抑制する。
トラフィックジャムアシスト（渋滞運転支援機能）
0km/hから約65km/hまでの速度域で前走車との車間を保ちつつ、走行車線をキープするようアクセル・ブレーキ・ステアリングの操作をアシストして、ドライバーの運転負荷を軽減する。

## 採用車種
| 車種                                | 採用時期                                | 装備 | 装備            | 装備                         | 装備              | 装備         | 装備 | 装備                    | 装備          | 装備              | 装備                 | 装備                         |
| ----------------------------------- | --------------------------------------- | ---- | --------------- | ---------------------------- | ----------------- | ------------ | ---- | ----------------------- | ------------- | ----------------- | -------------------- | ---------------------------- |
| 車種                                | 採用時期                                | CMBS | 誤発進 抑制機能 | 歩行者 事故低減 ステアリング | 路外逸脱 抑制機能 | ACC          | LKAS | 先行車発進 お知らせ機能 | 標識 認識機能 | オート ハイビーム | 後方 誤発進 抑制機能 | トラフィック ジャム アシスト |
| オデッセイ                          | 2015年1月22日 （5代目一部改良）         | ●    | ●               | ●                            | ●                 | ●/渋         | ●    | ●                       | ●             | ●                 | ●                    | -                            |
| ジェイド                            | 2015年2月12日                           | リ   | リ              | ●                            | ●                 | ●            | ●    | ●                       | ●             | -                 | -                    | -                            |
| レジェンド                          | 2015年2月20日 （5代目発売）             | リ/E | リ              | ●                            | ●                 | 渋           | ●    | ●                       | ●             | ●                 | -                    | ●                            |
| ステップワゴン                      | 2015年4月23日 （5代目発売）             | ●    | ●               | ●                            | ●                 | ●/渋         | ●    | ●                       | ●             | ●(6代目)          | ●(6代目)             | ●(6代目)                     |
| ヴェゼル                            | 2016年2月25日 （一部改良）              | リ   | リ              | ●                            | ●                 | ●/渋(2代目)  | ●    | ●                       | ●             | ●(2代目)          | ●(2代目)             | -                            |
| クラリティ フューエル セル          | 2016年3月10日                           | ●    | ●               | ●                            | ●                 | 渋           | ●    | ●                       | ●             | -                 | -                    | -                            |
| アコード                            | 2016年5月26日 （9代目マイナーチェンジ） | ●    | ●               | ●                            | ●                 | 渋           | ●    | ●                       | ●             | ●(10代目)         | ●(10代目)            | ●(11代目)                    |
| フリード フリード+                  | 2016年9月16日 （2代目発売）             | ●    | ●               | ●                            | ●                 | ●/渋(3代目)  | ●    | ●                       | ●             | ●(3代目)          | ●(3代目)             | ●(3代目)                     |
| フィット フィットハイブリッド       | 2017年6月29日 （3代目マイナーチェンジ） | ●    | ●               | ●                            | ●                 | ●/渋(4代目） | ●    | ●                       | ●             | ●(4代目)          | ●(4代目)             | ●(4代目)                     |
| グレイス                            | 2017年7月7日 （マイナーチェンジ）       | ●    | ●               | ●                            | ●                 | ●            | ●    | ●                       | ●             | ●                 | -                    | -                            |
| シビックハッチバック シビックセダン | 2017年9月29日 （10代目発売）            | ●    | ●               | ●                            | ●                 | 渋           | ●    | ●                       | ●             | ●                 | ●(11代目)            | ●(11代目)                    |
| N-BOX                               | 2017年9月1日 （2代目発売）              | ●    | ●               | ●                            | ●                 | ●            | ●    | ●                       | ●             | ●                 | ●                    | -                            |
| シャトル                            | 2017年9月14日 （一部改良）              | ●    | ●               | ●                            | ●                 | ●            | ●    | ●                       | ●             | ●                 | -                    | -                            |
| N-VAN                               | 2018年7月12日                           | ●    | ●               | ●                            | ●                 | ●            | ●    | ●                       | ●             | ●                 | ●                    | -                            |
| クラリティ PHEV                     | 2018年7月19日                           | ●    | ●               | ●                            | ●                 | 渋           | ●    | ●                       | ●             | -                 | -                    | -                            |
| CR-V                                | 2018年8月30日 （5代目発売）             | ●    | ●               | ●                            | ●                 | 渋           | ●    | ●                       | ●             | ●                 | -                    | -                            |
| インサイト                          | 2018年12月13日 （3代目発売）            | ●    | ●               | ●                            | ●                 | 渋           | ●    | ●                       | ●             | ●                 | ●                    | -                            |
| N-WGN                               | 2019年8月9日 （2代目発売）              | ●    | ●               | ●                            | ●                 | 渋           | ●    | ●                       | ●             | ●                 | ●                    | -                            |
| N-ONE                               | 2020年11月20日 （2代目発売）            | ●    | ●               | ●                            | ●                 | 渋           | ●    | ●                       | ●             | ●                 | ●                    | -                            |
| e                                   | 2020年10月30日                          | ●    | ●               | ●                            | ●                 | 渋           | ●    | ●                       | ●             | ●                 | ●                    | -                            |
| ZR-V                                | 2023年4月21日                           | ●    | ●               | ●                            | ●                 | 渋           | ●    | ●                       | ●             | ●                 | ●                    | ●                            |
| WR-V                                | 2024年3月22日                           | ●    | ●               | ●                            | ●                 | ●            | ●    | ●                       | ●             | ●                 | ●                    | -                            |

過去に搭載されていた車種

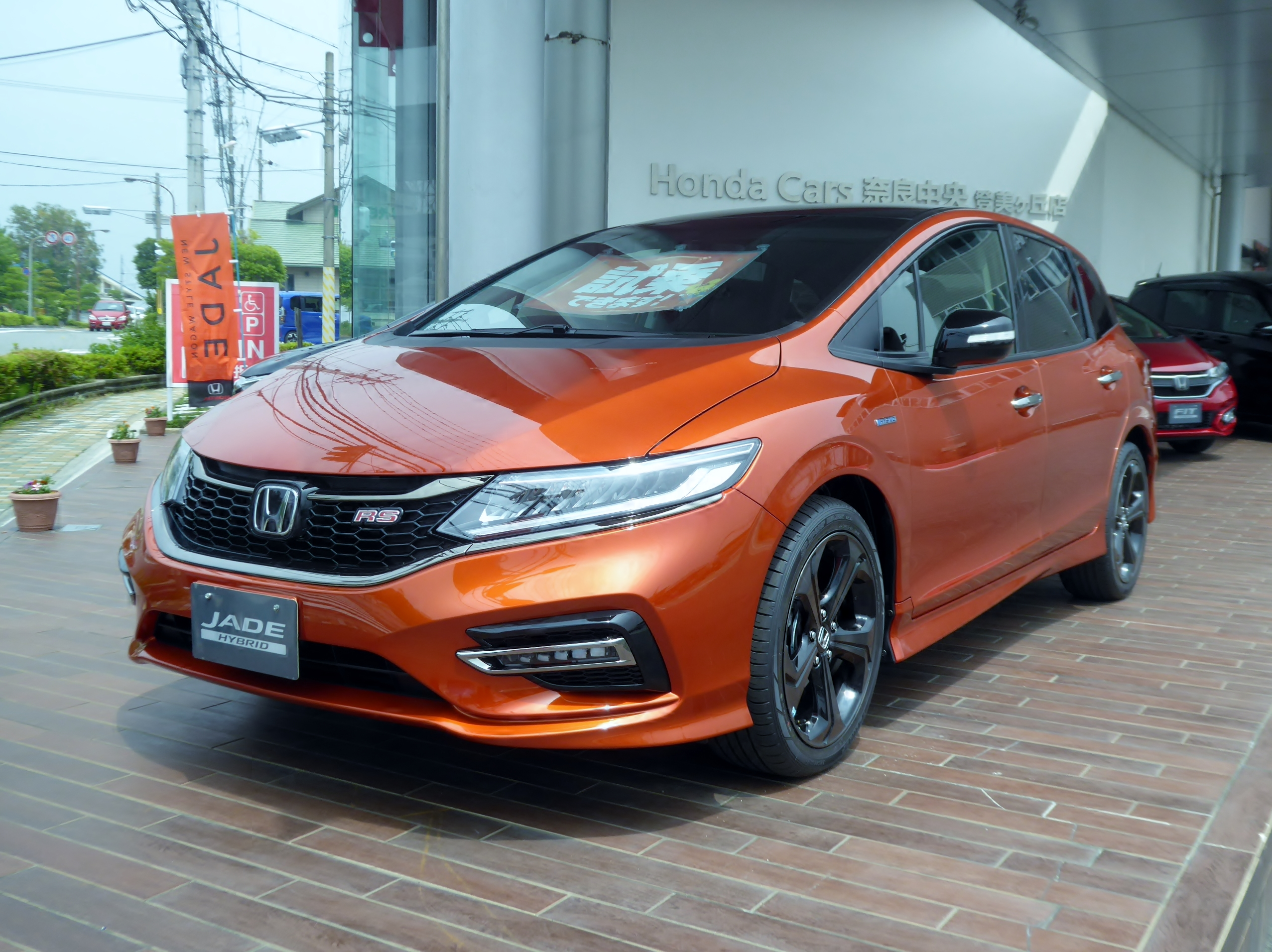
ジェイド HYBRID RS・Honda SENSING
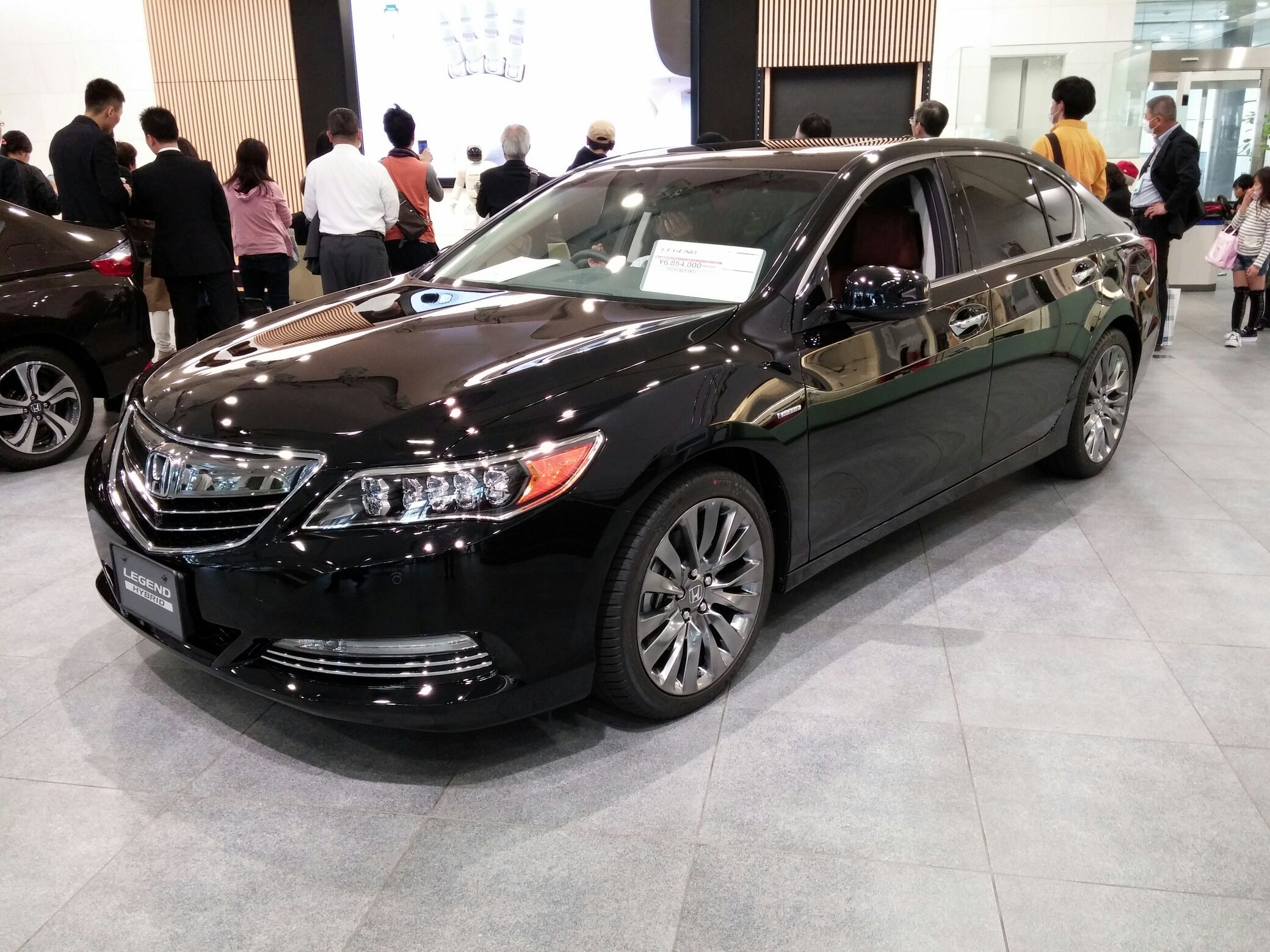
レジェンド HYBRID EX
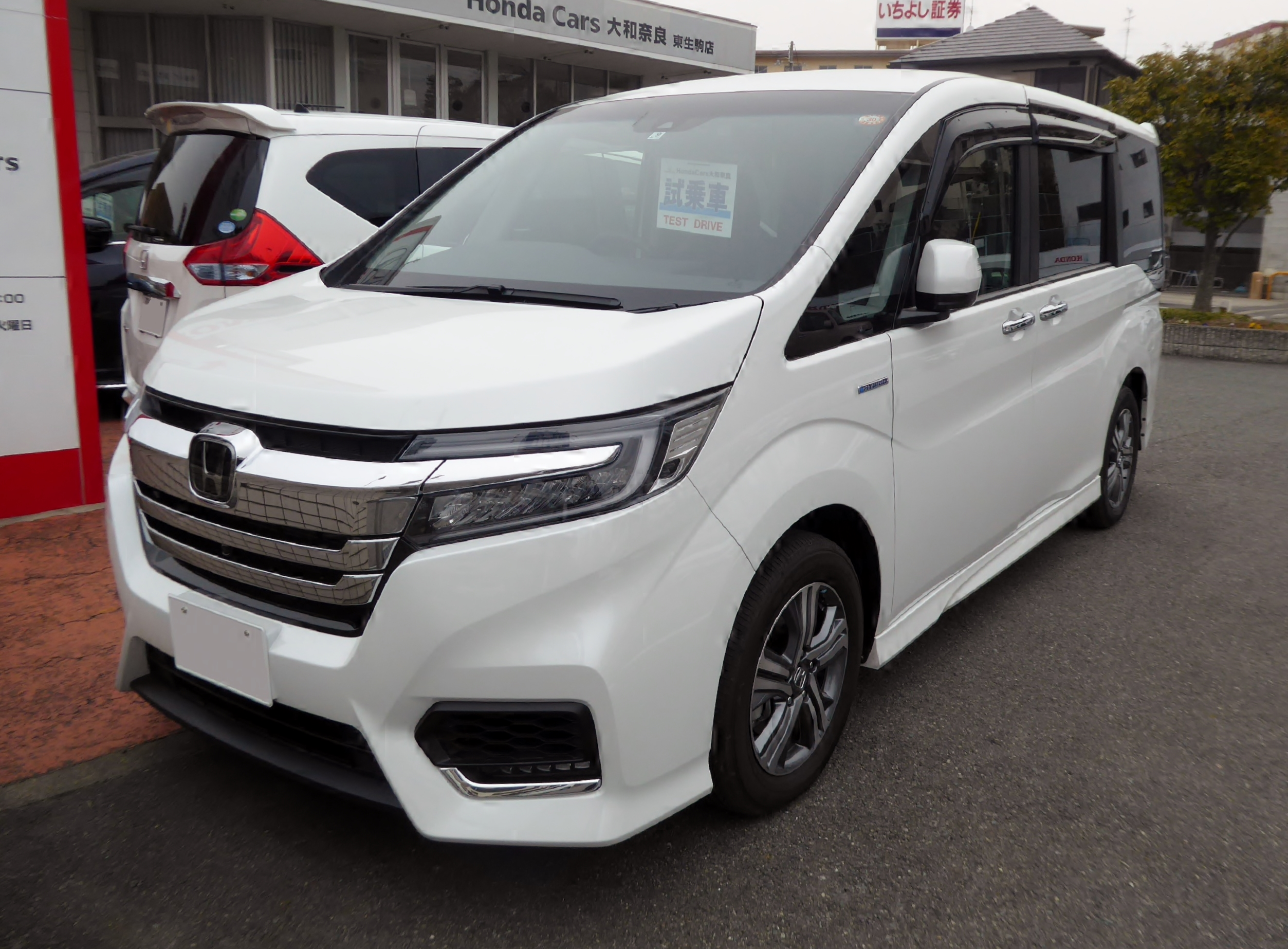
ステップワゴン SPADA HYBRID G・EX Honda SENSING
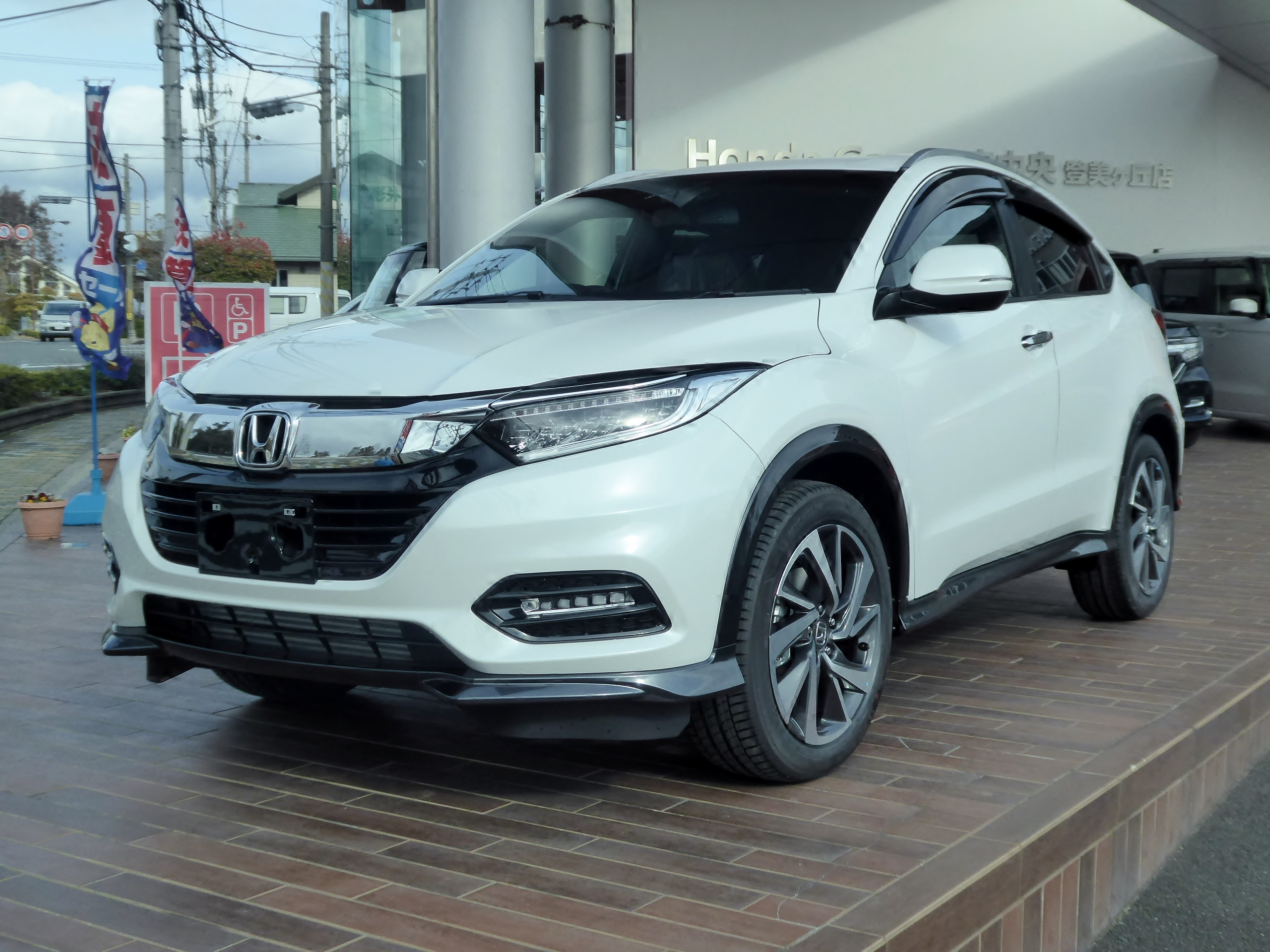
ヴェゼル TOURING・Honda SENSING
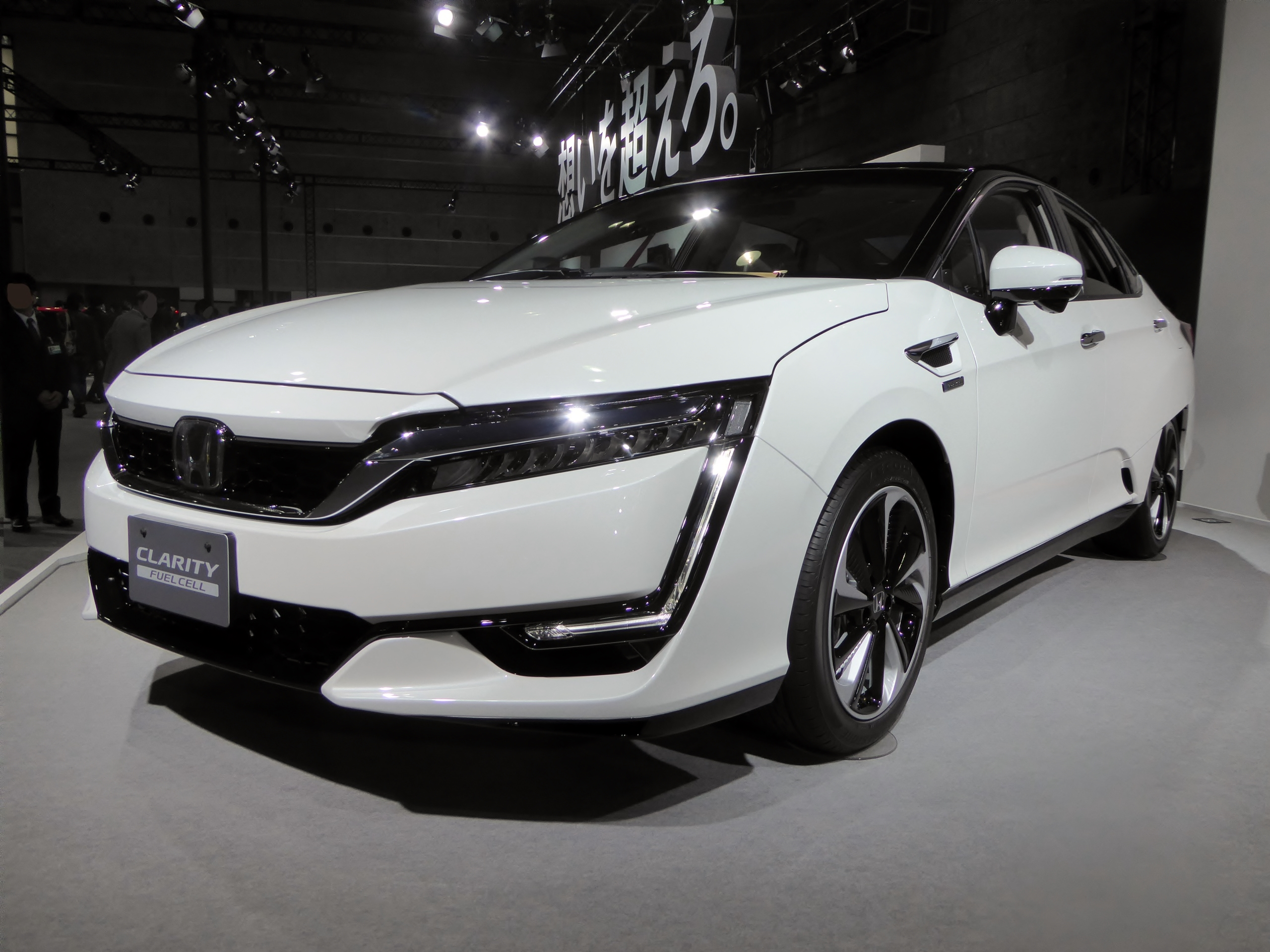
クラリティ フューエル セル
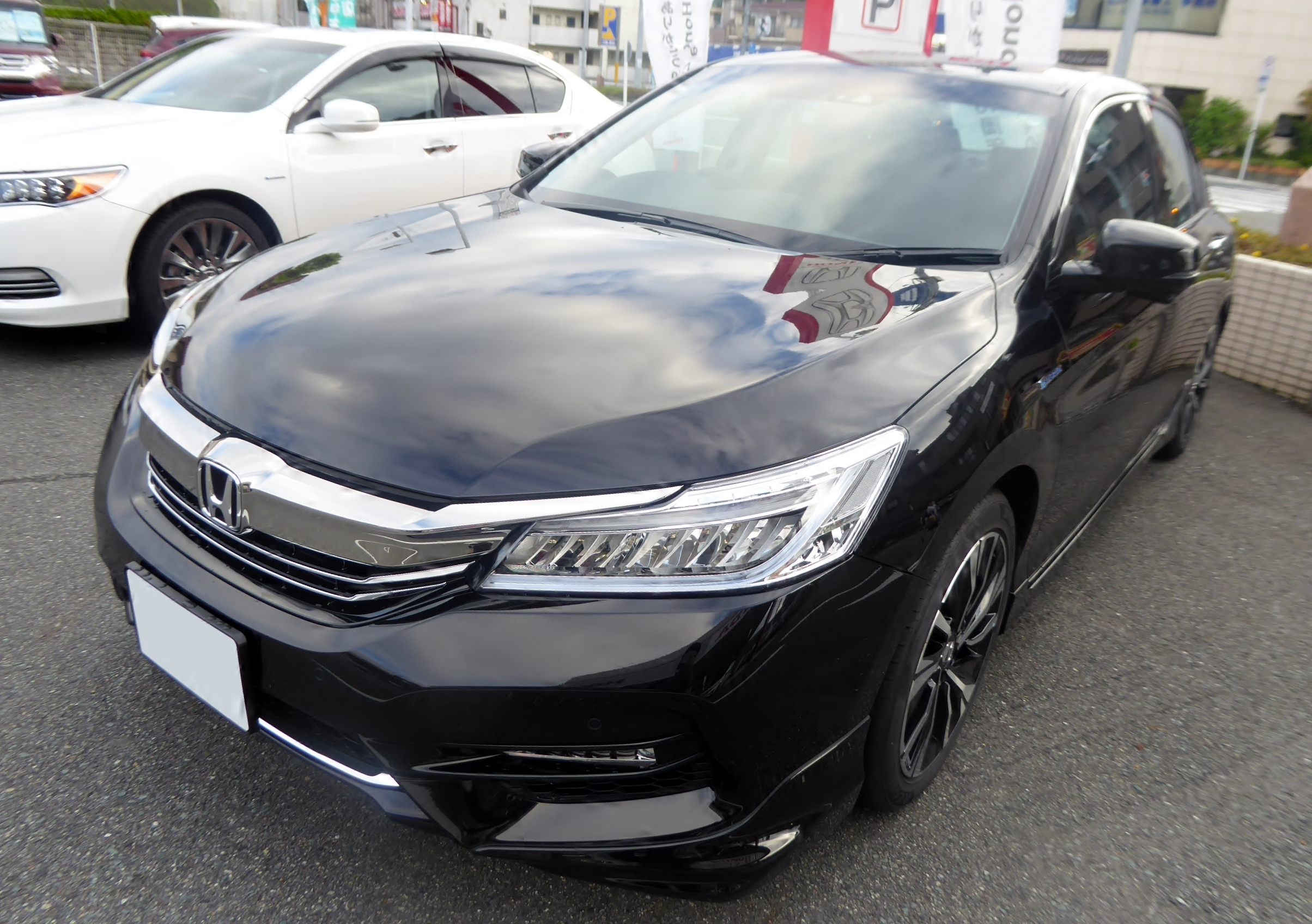
アコード HYBRID EX
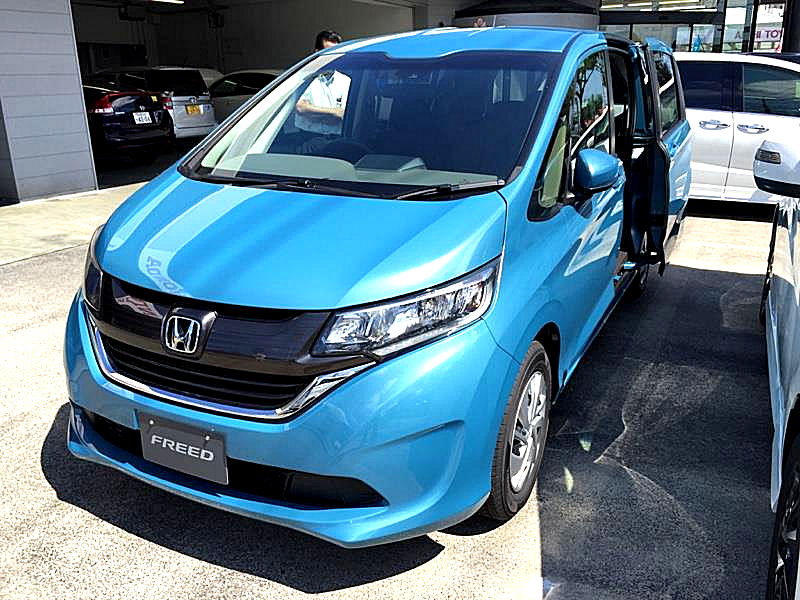
フリード G・Honda SENSING
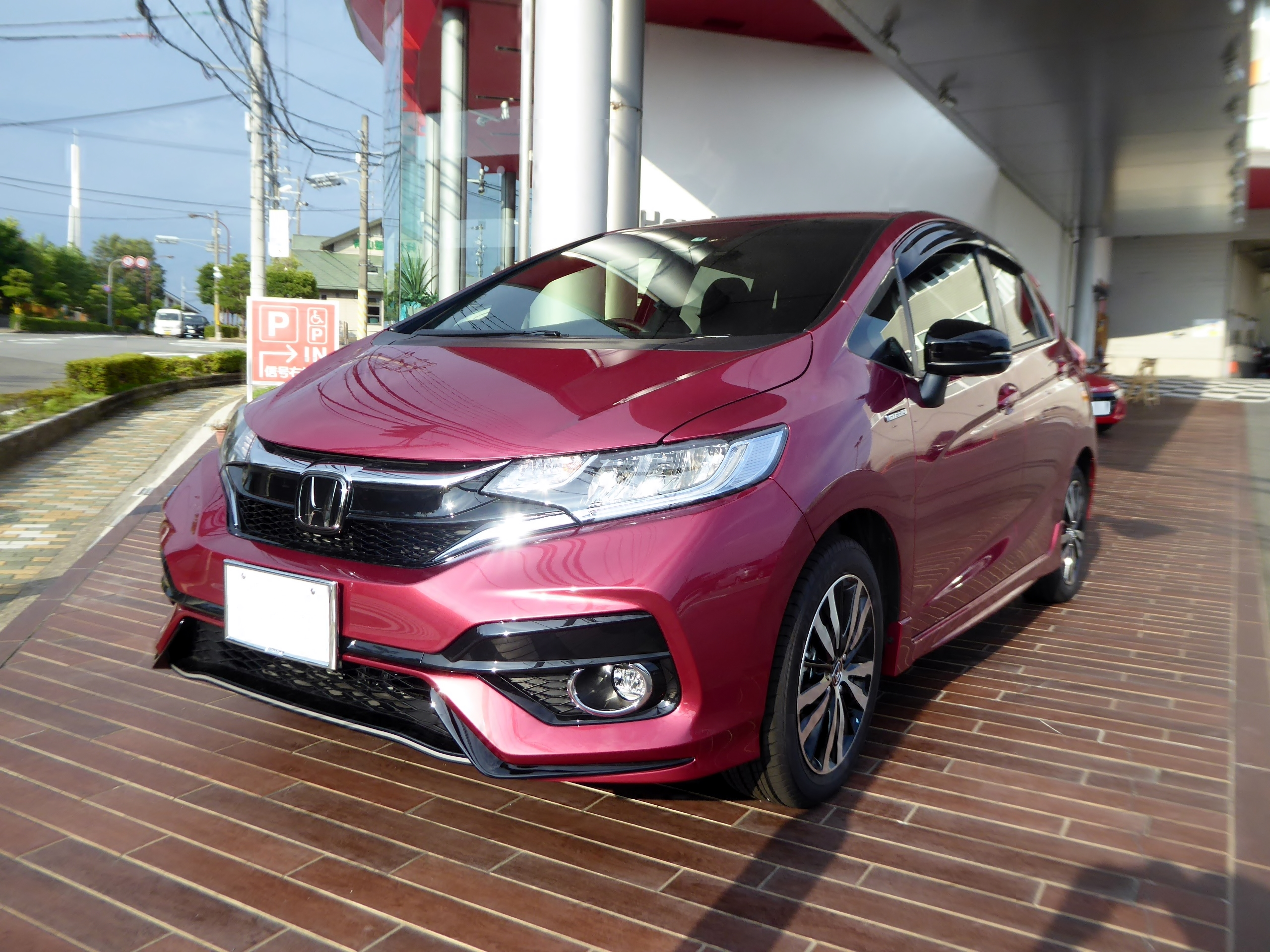
フィット HYBRID・S Honda SENSING
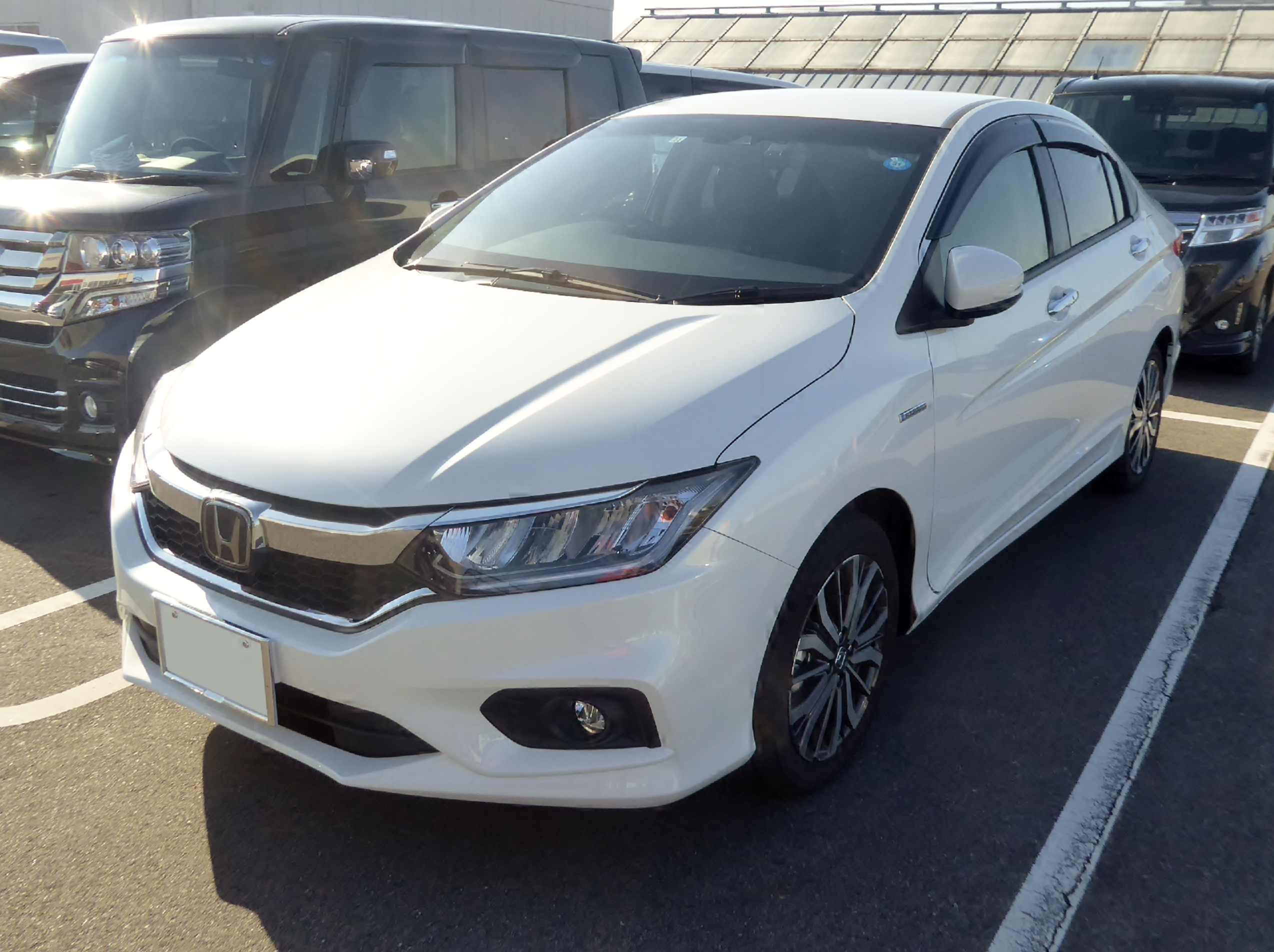
グレイス HYBRID EX・Honda SENSING
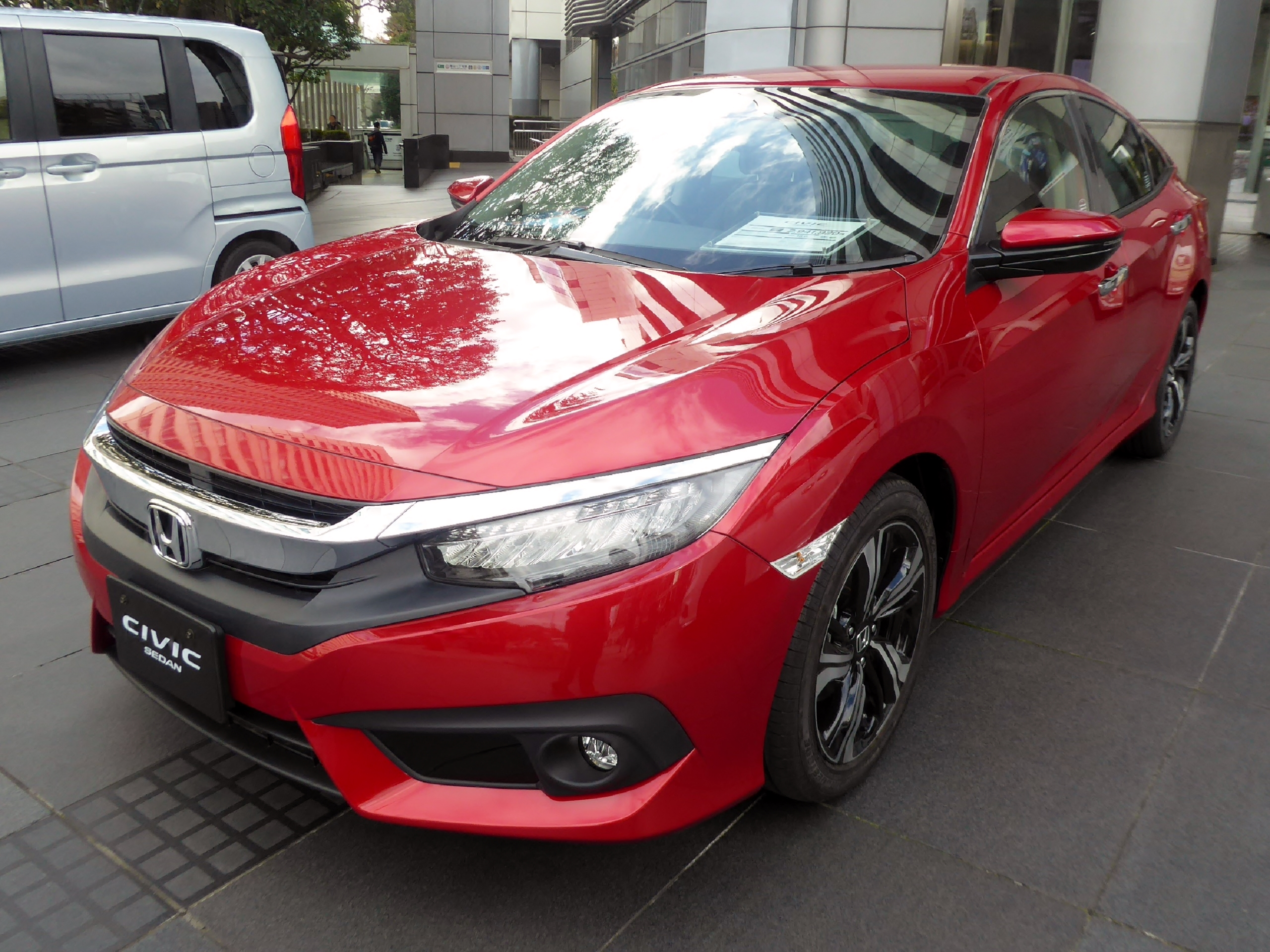
シビック セダン
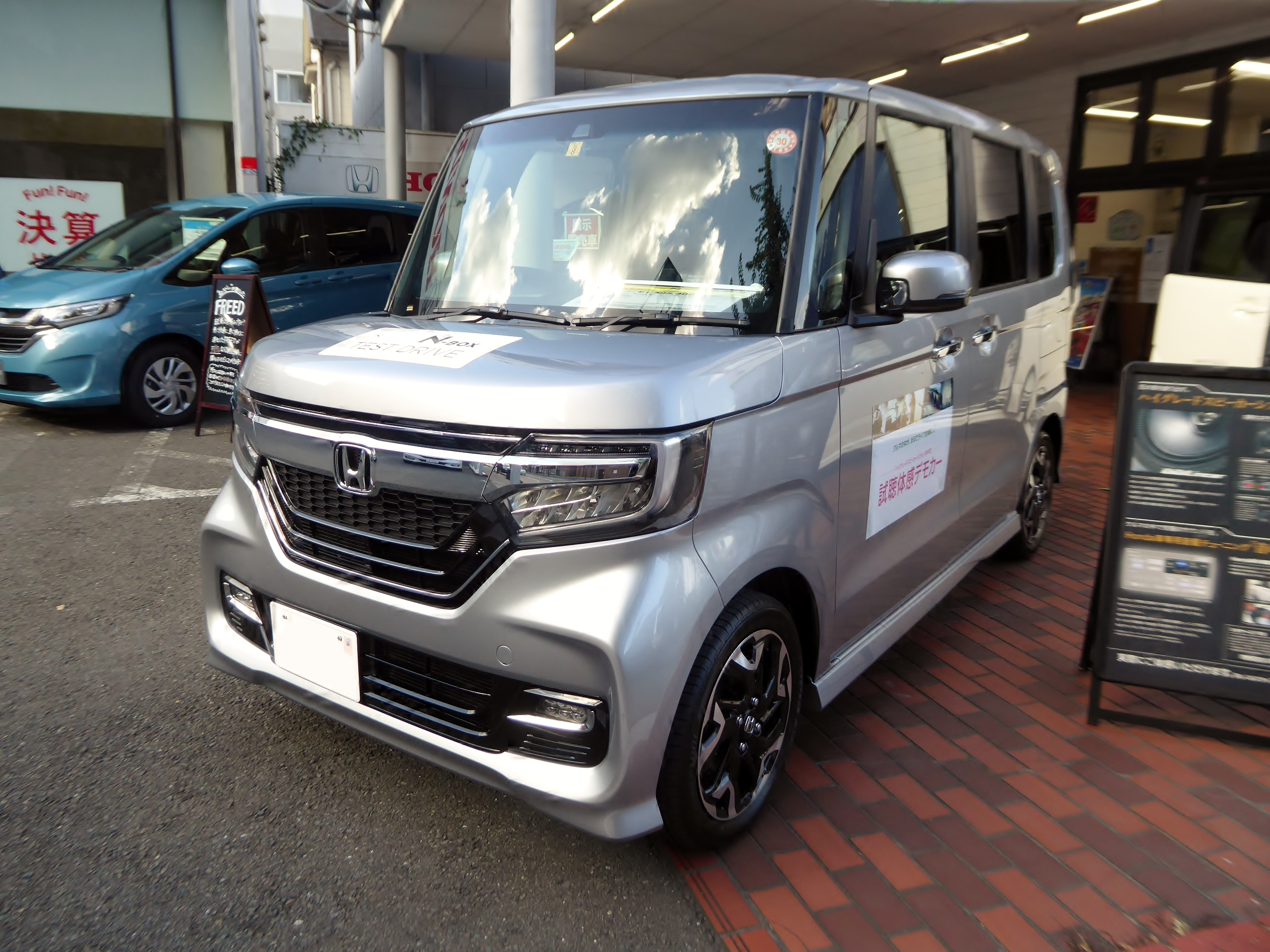
N-BOX カスタム G・Lターボ Honda SENSING
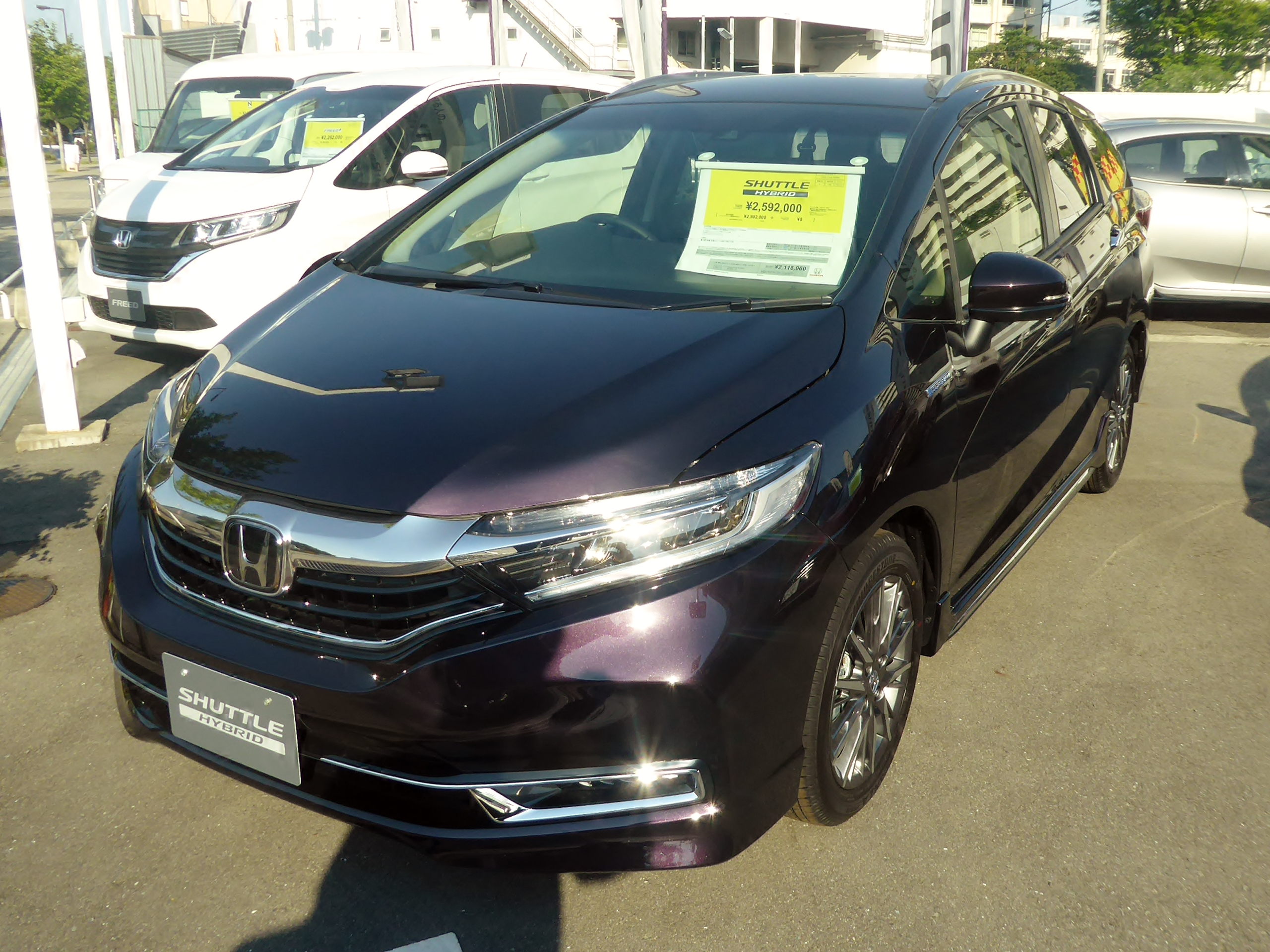
シャトル HYBRID Z・Honda SENSING
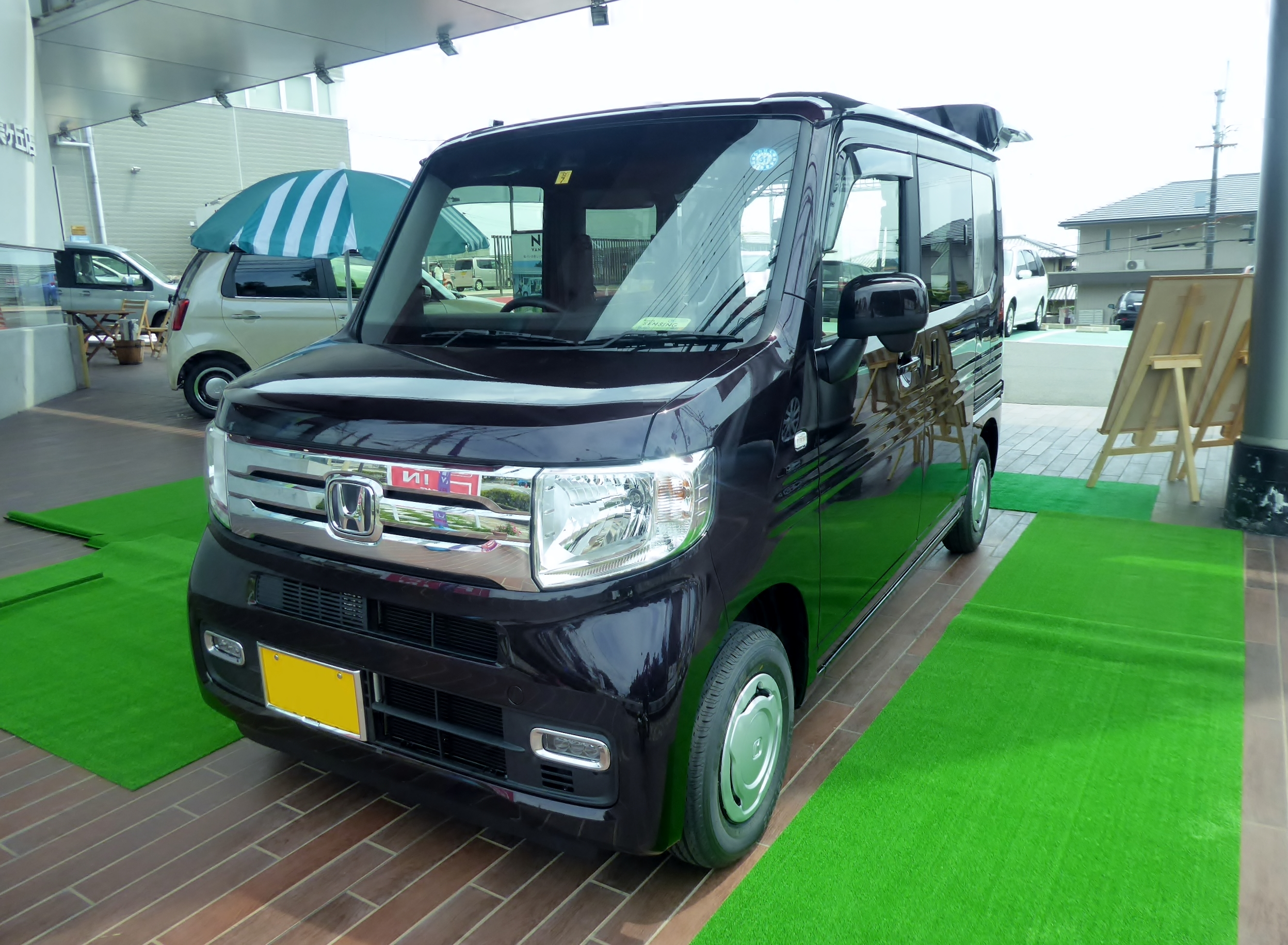
N-VAN +STYLE COOL・Honda SENSING
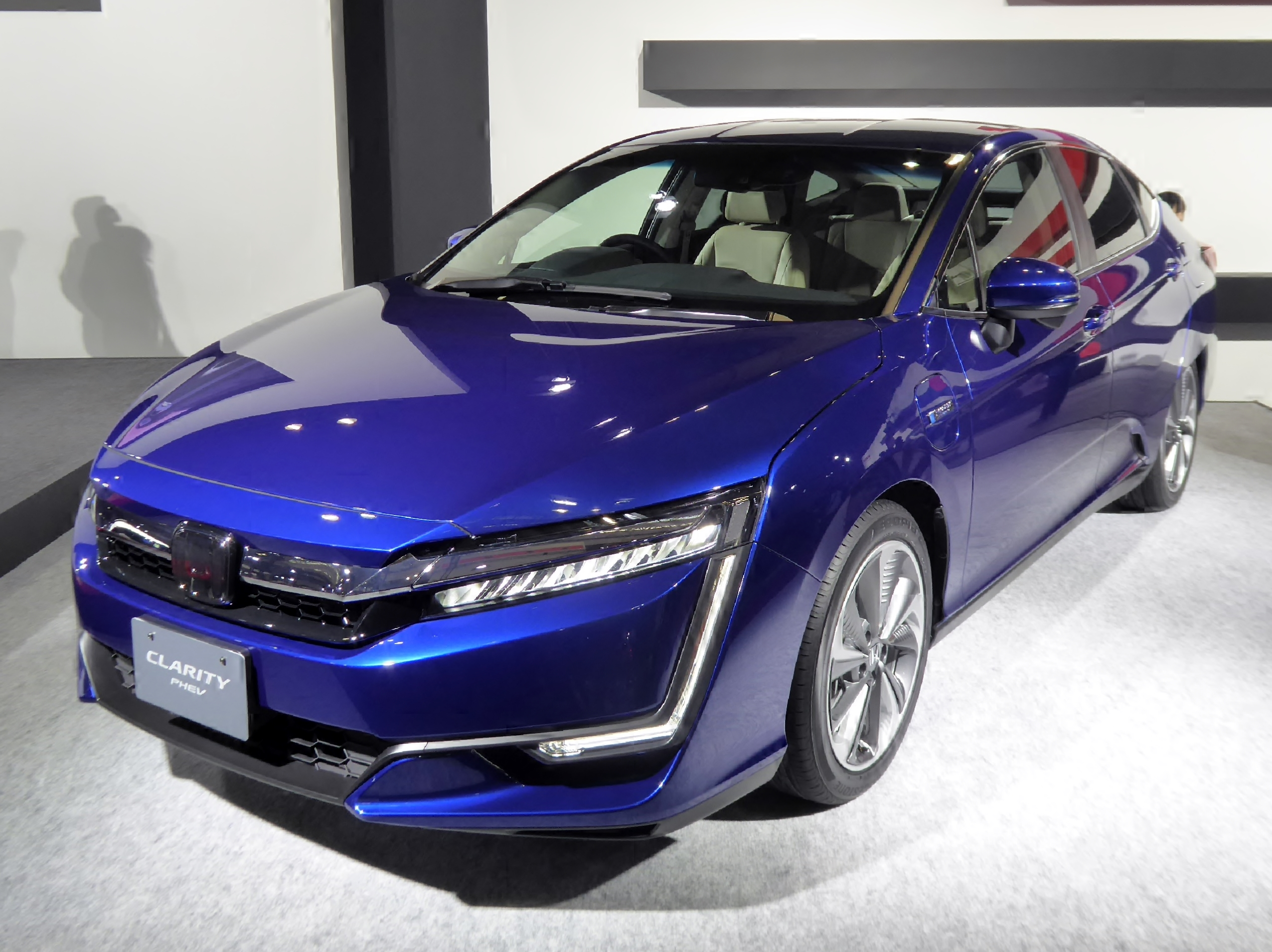
クラリティPHEV
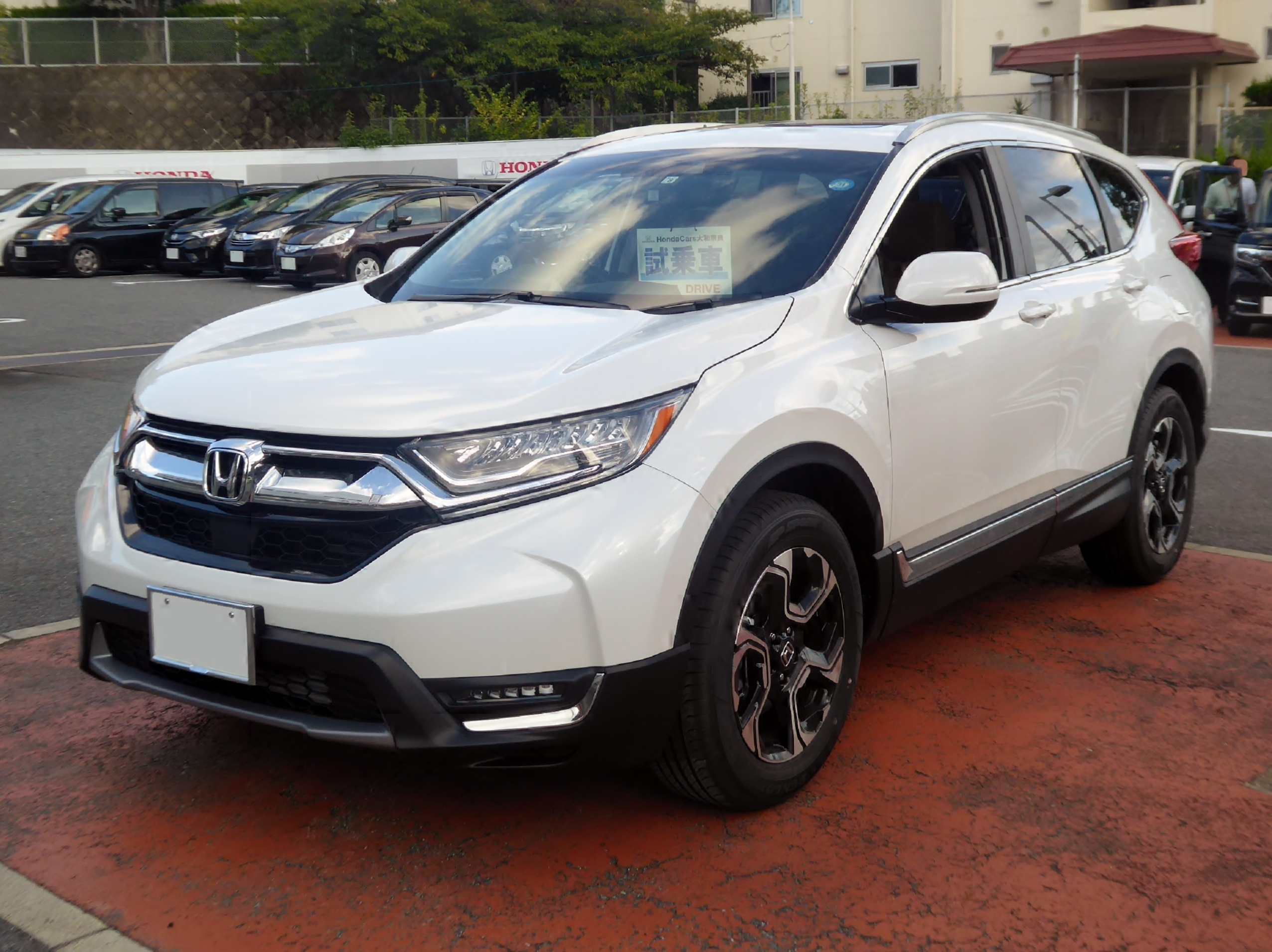
CR-V EX・Masterpiece
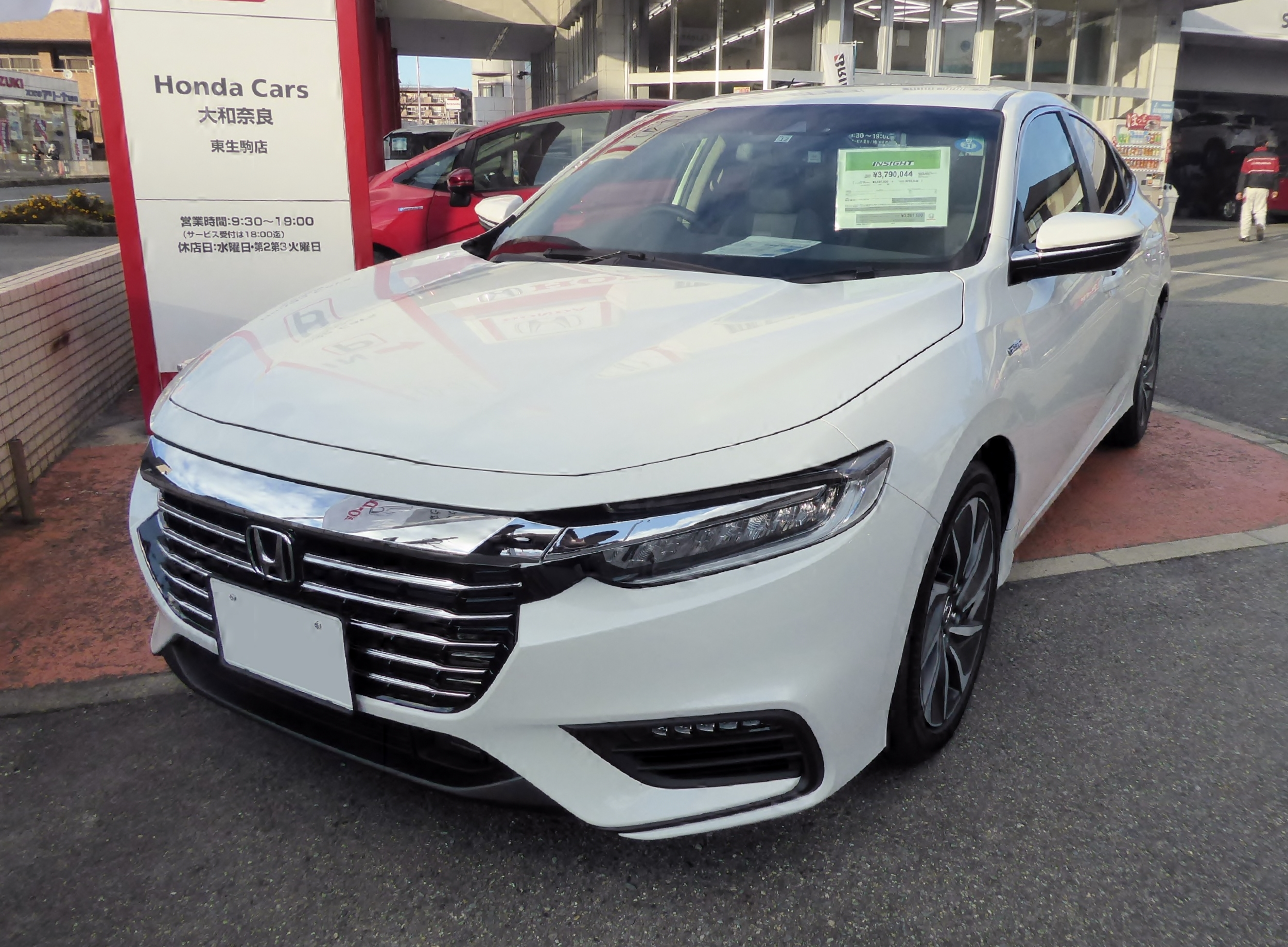
インサイト EX
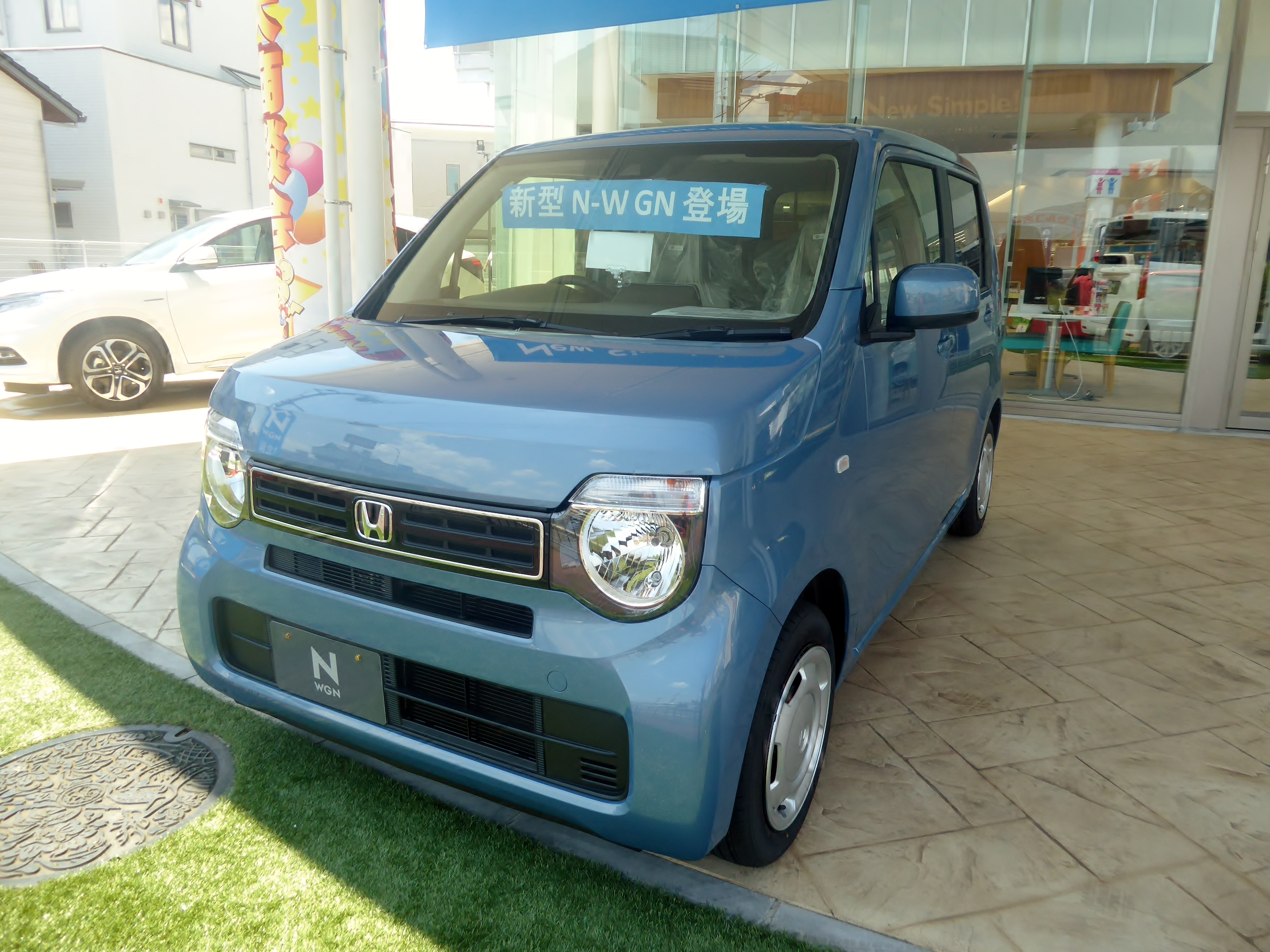
N-WGN G・Honda SENSING